# NGC 7096
NGC 7096 هي مجرة حلزونية بتصميم عظيم تبعد حوالي 130 مليون سنة ضوئية تقع في كوكبة الهندي (كوكبة). هو جزء من مجموعة مجرات التي تحتوي على المجرة NGC 7083. تم اكتشافه من قبل عالم الفلك جون هيرشل في 31 أغسطس 1836.

## وصلات خارجية
- NGC 7096 على موقع ويكي سكاي: DSS2, SDSS, GALEX, IRAS, Hydrogen α, X-Ray, Astrophoto, Sky Map, Articles and images